# 노르딕 축구 선수권 대회
노르딕 축구 선수권 대회(덴마크어: Nordisk Mesterskab, 노르웨이어: Nordisk Mesterskap, 스웨덴어: Nordiska Mästerskapet, 공통 약자 NM)는 노르딕 국가를 대표하는 성인 남자 축구 국가대표팀들이 참가하는 대회이다. 첫 시즌은 3개 팀(노르웨이, 덴마크, 스웨덴)이 참가하여 1924년부터 1928년까지 5년에 걸쳐 진행되었으며 덴마크가 첫 우승을 차지했다. 두 번째 시즌이 시작되는 1929년부터 핀란드도 이에 합류하였다.
1981년-1983년 시즌을 끝으로 대회가 중단되었으나 2000년에 1번 재개되었다. 이 시즌에는 아이슬란드와 페로 제도가 합류하였다.

## 대회 방식
- 풀 리그 방식으로 여러 해에 걸쳐 진행된다. 별도의 포스트 시즌이 없이 리그의 우승팀이 곧 그 시즌의 우승팀이 된다.
- 참가 팀들이 홈 앤드 어웨이 방식으로 1년에 한 팀과 한 번씩 경기를 치른다. 다만, 2000년-2001년 시즌에서는 라운드 로빈 방식으로 치렀는데, 중립 지역인 스페인의 라망가에서 먼저 경기를 갖고 그 후 각자의 지역에서 경기를 치렀다.

## 경기 결과
| 연도           | 트로피          |          | 우승       | 준우승   | 3위        | 4위 |
| 1924–28 자세히 | Jubilæumspokal  | 덴마크   | 스웨덴     | 노르웨이 | 3팀만 참가 |     |
| 1929–32 자세히 | Guldkrus        | 노르웨이 | 스웨덴     | 덴마크   | 핀란드     |     |
| 1933–36 자세히 | Nordiske Pokal  | 스웨덴   | 덴마크     | 노르웨이 | 핀란드     |     |
| 1937–47 자세히 | Suomen Karhut   | 스웨덴   | 덴마크     | 노르웨이 | 핀란드     |     |
| 1948–51 자세히 | DBU's Vase      | 스웨덴   | 덴마크     | 노르웨이 | 핀란드     |     |
| 1952–55 자세히 | SvFF:s pokal    | 스웨덴   | 노르웨이   | 덴마크   | 핀란드     |     |
| 1956–59 자세히 | Eventyr og Lek  | 스웨덴   | 노르웨이   | 덴마크   | 핀란드     |     |
| 1960–63 자세히 | SPL's Pokal     | 스웨덴   | 덴마크     | 노르웨이 | 핀란드     |     |
| 1964–67 자세히 | Fodboldspillere | 스웨덴   | 덴마크     | 핀란드   | 노르웨이   |     |
| 1968–71 자세히 | SvFF:s pokal    | 스웨덴   | 덴마크     | 노르웨이 | 핀란드     |     |
| 1972–77 자세히 | —               | 스웨덴   | 덴마크     | 노르웨이 | 핀란드     |     |
| 1978–80 자세히 | —               | 덴마크   | 스웨덴     | 노르웨이 | 핀란드     |     |
| 1981–83 자세히 | —               | 덴마크   | 스웨덴     | 노르웨이 | 핀란드     |     |
| 2000–01 자세히 | —               | 핀란드   | 아이슬란드 | 덴마크   | 노르웨이   |     |

## 기록
각 팀의 우승 횟수
 스웨덴 - 9회,  덴마크 - 3회,  노르웨이 - 1회,  핀란드 - 1회.
각 팀의 연속 우승 횟수
 스웨덴 - 9회,  덴마크 - 2회,  노르웨이 - 1회,  핀란드 - 1회.
통산 최다 경기
 덴마크, 147회
통산 최저 경기
 페로 제도, 4회
통산 최다 승리
 스웨덴, 88승
통산 최다 패배
 핀란드, 92패
통산 최다 무승부
 노르웨이, 31무
통산 최다 득점
 스웨덴, 381골
통산 최저 득점
 페로 제도, 2골
통산 최다 실점
 핀란드, 401골
한 시즌 최다 득점
 스웨덴, 1956-59, 45골
한 시즌 최다 실점
 핀란드, 1952-55, 53골